# 猪笼草姬蛙
猪笼草姬蛙（学名：Microhyla nepenthicola，也叫做猪笼草小雨蛙）存在于婆罗洲砂拉越，是歐亞非大陸已知体型最小的青蛙之一。成年雄蛙体长仅有10.6至12.8毫米。蝌蚪仅长3毫米。

## 原生地
猪笼草姬蛙被发现于婆罗洲砂拉越库巴国家公园默拉皮火山附近。因其生命周期大部分都生活于苹果猪笼草的捕虫笼中而得名。

## 发现
猪笼草姬蛙至少在100年前就为学界所知，但直到2010年其才被正式描述。之前，学者们都一直认为猪笼草姬蛙是另一种蛙类的幼体。Indraneil Das和亚历山大·哈斯（Alexander Haas）在库巴国家公园内听到了这种青蛙的叫声。因只有成年的蛙类才会发声，所以他们认识到其实际上是成体。在黄昏时分，雄性的猪笼草姬蛙常于猪笼草内鸣叫。

## 扩展阅读
維基物種上的相關：猪笼草姬蛙